# 컷 스로트 시티
《컷 스로트 시티》(영어: Cut Throat City)는 미국에서 제작된 리자 감독의 2020년 하이스트 영화이다. 셔믹 무어 등이 출연하였다.

## 출연
- 셔믹 무어
- 디미트리어스 십 주니어
- 티아이
- 테런스 하워드
- 이선 호크
- 웨슬리 스나이프스
- 에이사 곤살레스
- 덴절 휘터커
- 키언 존슨
- 캣 그레이엄
- 롭 모건
- 조엘 데이비드 무어
- 아이제이아 워싱턴
- 샘 데일리